# Emanuela 77
Emanuela 77 (Originaltitel: La Marge) ist ein französisches Erotik-Filmdrama von Walerian Borowczyk aus dem Jahr 1976, nach der Novelle La Marge von André Pieyre de Mandiargues.

## Handlung
Auf einem ländlichen Grundstück in Frankreich, lebt das glückliche Paar Sigismond und Sergine zusammen mit ihrem kleinen Sohn Elie, der gerne am Swimmingpool spielt. Eines Tages fährt Sigismond nach Paris, weil er das Geschäft des Weinbergbesitzers Antonin dort vertreten soll, und lernt die Prostituierte Diane kennen, deren Bann er erliegt.
Nach einer Weile bekommt er einen Brief von der Hausangestellten Féline zugeschickt. Er liest nur das Ende, wo steht, dass Sergine sich umgebracht hat. Es nicht wahr haben wollend, steckt er ihn sofort wieder weg und trifft sich weiter mit Diane. Zwischen den beiden entwickelt sich eine Romanze, infolge derer die Schöne aber Ärger mit ihrem Chef bekommt, da sie es sich in ihrem Beruf nicht leisten kann sich zu verlieben. Später, alleine in seinem Hotelzimmer, liest sich Sigismond den ganzen Brief durch, in dem geschrieben steht, dass seine Frau Selbstmord beging, weil Eli bei einem Unfall im Swimmingpool ertrunken war. Verwirrt fährt der Vater durch die Stadt, verlässt diese und hält an einem Straßenrand an, wo er sich erschießt. Diane lebt ihr altes Leben weiter.

## Hintergrund
- La Marge, die Verfilmung eines mit dem Prix Goncourt ausgezeichneten Romans, wurde in der deutschen Verleihfassung zu einem Emanuela-Film umsynchronisiert, was in der Handlung zu einigen Ungereimtheiten führte.[2]
- Der französische Roman- und Filmtitel La marge bedeutet „Seitenrand“ oder „Spielraum“.
- Emanuela 77 erlebte seine französische Premiere am 22. September 1976.[3] In der Bundesrepublik Deutschland wurde der Film erstmals am 1. März 1977 aufgeführt.[2]

## Kritik
Für das Lexikon des internationalen Films war die deutsche Version des Films Emanuela 77 ein „geschmäcklerisch aufgedonnerter Softporno mit kitschigen, gestelzten, unglaublich naiven Dialogen und inneren Monologen.“